# BMK (音楽グループ)
BMK（ビーエムケー）は、日本のボーイズ・グループ。「エンターテイメント集団」を自称する歌手グループ、男性アイドルグループである。2013年（平成25年）にBOYS AND MEN研究生（ボーイズアンドメンけんきゅうせい）として始動、2020年（令和2年）に現グループ名に改名し、2021年（令和3年）にメジャーデビューした。2025年1月31日に解散。
名古屋を拠点とする男性グループ・BOYS AND MEN（通称：ボイメン）の弟分という位置付けのグループである。運営会社および所属事務所はフォーチュンエンターテイメント。レーベルは、同社が擁するインディーズレーベル・Fortune Recordsでの活動を経て、BMKに改名して以降はビクターエンタテインメントに所属した。
2013年の始動以来、メンバーの加入と脱退を繰り返してきたグループである。2014年にグループとしての形が築かれ、2015年にCDデビュー。2017年に選抜ユニット・祭nine.が結成されて分岐した。2020年、最後期まで在籍したメンバーが「『研究生』を卒業」という形でBMKへの改名に至る。BOYS AND MEN研究生の略称は「ボイメン研究生」「BMK (BOYS AND MEN KENKYUSEI)」などで、改名後のグループ名としてのBMKは「Big Monster Kite (ビッグ・モンスター・カイト)」の頭文字である。
本項では、途中合流したBOYS AND MEN研究生トウキョウについても併せて説明する。

## 成り立ちと変遷

### BOYS AND MEN研究生として
BOYS AND MENは2010年に東海地方出身・在住のメンバーにより結成された、歌やダンス、演劇公演、メディア出演などで活動する、「変形学ラン姿のヤンキースタイル」をトレードマークとする男性グループである。2013年9月に始動したBOYS AND MEN研究生は、このBOYS AND MENの「弟分グループ」である。グループ結成の基盤は「BOYS AND MENの2期生」を募ったオーディションであり、BOYS AND MEN研究生が最初に「2期生」として誕生したことで、その対比としてBOYS AND MENが「1期生」と呼ばれるようになった。BOYS AND MEN研究生で個人のプロフィール公開に至るまで活動したメンバーの年齢層は、（2013年後期に）1989年 - 1994年生まれに固まった1期生より下、1994年 - 2000年生まれに収まった。
プロデューサーは1期生と同じくフォーチュンエンターテイメント社長の谷口誠治。楽曲プロデュースは1期生のインディーズ時代を担った音楽家のYUMIKOが中心になった。名古屋を拠点としてライブ、イベントでのステージ・パフォーマンスの活動を基軸とすること、個々のメンバーカラーをあしらった学ラン衣装を身に着けた「エンターテイメント集団」を名乗り、あくまでも「アイドル」とは自称していないこと、といった点でBOYS AND MENの特色を引き継いだ。その中で2020年9月までの7年間に、以下のように変遷を遂げてきた（詳細は下記#略歴を参照）。
1. 2013年9月1日、「BOYS AND MENの2期生」として誕生。
2. 2014年秋、「BOYS AND MEN研究生」という名のグループとしての形が築かれる。
3. 2016年5月 - 6月、東京を拠点とする「BOYS AND MEN研究生トウキョウ」のメンバーが合流。
4. 2017年3月、選抜ユニット・祭nine.結成。13人組から6人組へ。
5. 2019年9月7日、6人組から1人が脱退。9月8日から5人組として活動。
6. 2020年9月30日、5人がBOYS AND MEN研究生を卒業。
7. 10月1日、BMKと改名。

祭nine.が結成された時点でのBOYS AND MEN研究生の人数が13人であったことから、この13人は「祭nine.の結成・分岐以前のBOYS AND MEN研究生」（上記1 - 3の期間）のことを「13人時代」と呼ぶようになった。ただし、BOYS AND MEN研究生はメンバーが流動的なグループであり、この言葉は「固定の13人で活動してきた時代」という意味ではない（実際に以下の13人で活動したのは、2016年9月末から1年に満たない期間だけである）。また、これ以前にも13人編成になった時期があり、「メンバーが13人いた時代」はこのときに限らない。その後に13人の中から脱退者が出てからは、人数を表さず「祭nine.とBMKがまだ一緒だった頃」などと言うことが増えている。
「13人時代」の13人は、以下のメンバーを表す。（ト : BOYS AND MEN研究生トウキョウ）
- 祭nine.所属となった、寺坂頼我・野々田奏・清水天規・浦上拓也ト・横山統威ト・神田陸人・髙崎寿希也、の7人
- BOYS AND MEN研究生に残留となった、中原聡太・北川せつら・米谷恭輔・三隅一輝・松岡拳紀介ト・佐藤匠ト、の6人

#### 13人時代
BOYS AND MEN研究生は初期の数か月間はBOYS AND MENの「2期生」のほかに「研修生」「研究生」などと呼ばれており、BOYS AND MENへの加入や昇格を目的とする組織なのかそうでないのか、その立場や方向性が明確にされていなかった。当初は常設劇場への出演など、1期生に付帯した活動が主なものであった。その後「2期生」が「研究生」に変わり、1期生とは活動を別にする（BOYS AND MENへの加入を目的としない）という方向性が示された。
2014年の秋にグループとしての形が築かれて、加入間もなくセンターに抜擢された寺坂頼我を中心に据えたグループになる。13人時代のBOYS AND MEN研究生は、「ヤンキー」を売りにする1期生とは対照の「さわやか」「優等生」といったイメージを打ち出していた。最初の頃の基本スタイルはツナギ衣装で、そこから花柄のシャツや羽根付きの銀色の衣装といった、よりアイドル然としたものに発展した。また、メンバーカラーに相当する「テーマフラワー」が設定され、それに準じたカラーが後に設定された。2015年2月の1期生のガイシホール1万人公演出演を境に学ラン姿を基本スタイルとするが、これも1期生の変形学ランとは違い標準的な形のものであった。「先輩（1期生）と一緒のときは、制服の第1ボタンまで閉める」というルールも存在した。
デビュー作『Boys Be Brave 〜1万回の勇気〜』から6th『ドドンコ Don't worry』まで、6作のシングルを発表した。13人時代の楽曲のほとんどは全員参加ではなく、参加メンバーもさらに「フロントポジションとソロパートが与えられるメインメンバーと、それ以外のメンバー」に分けられていた。メインメンバーは曲ごとに異なるがある程度固定されており、祭nine.のメインボーカルとなった寺坂、野々田奏、清水天規（加入後）の3人は常にこのポジションにいた。この扱いは楽曲パフォーマンス以外、活動全般に反映されていた。
元メンバー
初期の「BOYS AND MENの2期生」の時期に活動を終えた者が十数人いるほか、初期にリーダーを務めた松田拳士郎、寺坂頼我と同期加入の五藤椎南、米谷恭輔と同期加入の松尾崇生、2期生時代から2016年9月まで在籍した松尾青龍、などがいる。ステージ披露、プロフィール公開に及んでいないが、加入時に同時進行していた別のオーディションを選んでMAG!C☆PRINCEのメンバーとなった西岡健吾がごく短期間（2015年1月 - 2月頃）在籍した。これらはすべて公式なアナウンスを伴わない、離脱した月日も公表されていない脱退である。BOYS AND MEN研究生はBOYS AND MENと同様に、脱退したメンバーについてはその後触れなくなる傾向にある。

#### BMKの前身時代
6人組時代（中原聡太・北川せつら・米谷恭輔・三隅一輝・松岡拳紀介・佐藤匠）
6人組となってから、祭nine.との対比として「BMK」と称することが増える。衣装が変形学ランになり、さわやかな優等生というイメージから、1期生のヤンキースタイルを継ぐ路線へとリニューアルした。この頃からテーマフラワーについてはあまり触れられなくなる。6人組時代はリーダーを定めていないが、米谷恭輔が「まとめ役」としてその役割を担った。1期生と同じく「センター」や「エース」といった概念を持たない、6人がほぼ対等な立場のグループとなる。後述の「エリア研究生」と活動をともにすることも増え、2018年に和田アキ子とのコラボレーション楽曲「愛を頑張って」をヒットチャート上位に導いた。7thシングル『RUN&GUuuuuN!』から11th『えいやッ喝采』まで、『愛を頑張って』を含む5作のシングルを発表した。
5人組時代（中原聡太・米谷恭輔・三隅一輝・松岡拳紀介・佐藤匠）
2019年9月に北川せつらが脱退し、BMKとなる5人組になった。まとめ役の米谷がリーダーに就任した。2020年にメジャーデビューと改名を発表。新型コロナウィルス感染症の流行の影響によって当初の予定から遅れたが、9月30日をもって5人はBOYS AND MEN研究生を卒業した。5人組時代は、配信限定シングル『ラブエンX』、アルバム『BMK the BEST』、ラスト・シングル『BLAZING!!!!!』を発表した。

### BMKとして
2020年10月1日にBMKと改名、ビクターエンタテインメント所属となったことを発表した。グループ名としての「BMK」は「Big Monster Kite」の頭文字であり、「凧のようにどんな逆風にも負けず上昇していく、逆境に負けない怪物級のグループになる」という意味が込められている。2021年1月13日リリースのシングル『モンスターフライト』でメジャーデビューした。
2024年4月に中原聡太がグループを卒業し、4人組となる。同年9月、翌年での解散とそれに伴うメンバー4名全員の事務所退社を発表。2025年1月31日に解散した。BMK名義では『モンスターフライト』『Beat Monster』『だって今日まで恋煩い』『NANAKORO!!』の4作のCDシングルと、『the FIRST』『Big Monster Kite』の2作のアルバムをリリースした。

## メンバー
| 名前       | よみ                | 生年月日              | 出身地 | 加入時期 （最初の所属）   | テーマカラー （テーマフラワー） | 身長血液型 | 備考                                                                                     | 人気投票 順位 |
| ---------- | ------------------- | --------------------- | ------ | ------------------------- | ------------------------------- | ---------- | ---------------------------------------------------------------------------------------- | ------------- |
| 米谷恭輔   | こめたに きょうすけ | 1997年2月10日（28歳） | 愛知県 | 2014年11月3日 （研究生）  | ■紫 （カキツバタ）              | 170cm O型  | リーダー 2017年11月までテーマカラーは薄紫                                                | 11位          |
| 三隅一輝   | みすみ かずき       | 2000年6月10日（25歳） | 岐阜県 | 2015年7月20日 （研究生）  | ■ピンク （ナデシコ）            | 174cm A型  | 2017年11月までテーマカラーは薄ピンク                                                     | 11位          |
| 松岡拳紀介 | まつおか けんのすけ | 2000年12月8日（24歳） | 東京都 | 2014年12月 （トウキョウ） | ■赤 （ - ）                     | 172cm A型  | BOYS AND MEN研究生トウキョウメンバー 2017年11月まで個人のテーマカラー無し                | 5位           |
| 佐藤匠     | さとう たくみ       | 1996年5月11日（29歳） | 北海道 | 2016年3月 （トウキョウ）  | ■黄 （ - ）                     | 175cm O型  | ダンスリーダー BOYS AND MEN研究生トウキョウメンバー 2017年11月まで個人のテーマカラー無し | 10位          |

### 元メンバー
公式ブログが開設された2014年10月5日以降に在籍し、かつプロフィールが公開されていた者のみ記載する。
祭nine.所属となった元メンバーについては祭nine.#メンバーも参照。ここでの祭nine.メンバーのテーマカラーはすべてBOYS AND MEN研究生としてのもの。
| 名前       | よみ              | 生年月日       | 出身地 | 加入時期 （最初の所属）    | 脱退時期                    | テーマカラー （テーマフラワー） | 備考 | 人気投票 順位 |
| ---------- | ----------------- | -------------- | ------ | -------------------------- | --------------------------- | ------------------------------- | --- | ------------- |
| 松田拳士郎 | まつだ けんしろう | 1994年9月22日  | 三重県 | 2013年9月1日 （2期生）     | 2015年前期                  | 紫(カキツバタ)                  | プロフィール・出典： 元リーダー                                                                                     | -             |
| 五藤椎南   | ごとう しいな     | 1999年6月17日  |        | 2014年5月6日 （2期生）     | 2015年前期                  | （ユリ）                        | | -             |
| 松尾崇生   | まつお たかお     | 1996年11月30日 | 三重県 | 2014年11月3日 （研究生）   | 2015年前期                  |                                 | プロフィール・出典： 脱退後モデルとして活動                                                                         | -             |
| 松尾青龍   | まつお せいる     | 2000年6月19日  | 愛知県 | 2013年12月30日 （2期生）   | 2016年9月                   | ■オレンジ （ガーベラ）          | プロフィール・出典：                                                                                                | 13位          |
| 寺坂頼我   | てらさか らいが   | 1999年12月26日 | 岐阜県 | 2014年5月6日 （2期生）     | 2017年5月9日 （最終活動日） | ■赤 （バラ）                    | 祭nine.所属へ 元リーダー Babyzメンバー                                                                              | 1位           |
| 野々田奏   | ののだ かなで     | 2000年1月12日  | 岐阜県 | 2013年12月30日 （2期生）   | 2017年5月9日 （最終活動日） | ■黄 （ヒマワリ）                | 祭nine.所属へ Babyzメンバー                                                                                         | 2位           |
| 清水天規   | しみず たかのり   | 1997年8月25日  | 三重県 | 2015年12月27日 （研究生）  | 2017年5月9日 （最終活動日） | ■紫 （トルコキキョウ）          | 祭nine.所属へ 元BOYS AND MENメンバー 現芸名・TENKI                                                                  | 3位           |
| 浦上拓也   | うらがみ たくや   | 1999年9月6日   | 京都府 | 2016年6月 （研トウキョウ） | 2017年5月9日 （最終活動日） | -                               | 祭nine.所属へ BOYS AND MEN研究生トウキョウメンバー                                                                  | 14位          |
| 横山統威   | よこやま とうい   | 2000年12月13日 | 東京都 | 2014年12月 （トウキョウ）  | 2017年5月9日 （最終活動日） | -                               | 祭nine.所属へ BOYS AND MEN研究生トウキョウメンバー                                                                  | 7位           |
| 神田陸人   | かんだ りくと     | 1997年11月10日 | 岐阜県 | 2013年9月1日 （2期生）     | 2017年5月9日 （最終活動日） | ■ピンク （チューリップ）        | 祭nine.所属へ | 6位           |
| 髙崎寿希也 | たかさき じゅきや | 2000年11月1日  | 愛知県 | 2013年9月1日 （2期生）     | 2017年5月9日 （最終活動日） | ■水色 （アジサイ）              | 祭nine.所属へ | 9位           |
| 北川せつら | きたがわ せつら   | 1997年10月15日 | 愛知県 | 2013年12月30日 （2期生）   | 2019年9月7日                | ■青 （コスモス）                | Babyzメンバー 2015年2月までテーマカラーはピンク 6人体制時のダンスリーダー 脱退後「せつら」と改名                    | 8位           |
| 中原聡太   | なかはら そうた   | 1998年3月8日   | 愛知県 | 2014年7月11日 （2期生）    | 2024年4月30日               | ■緑 （ラナンキュラス）          | 2017年11月までテーマカラーは黄緑 2024年4月27日にビレッジホールにて卒業公演を実施 グループ卒業とともに所属会社を退所 | 4位           |

「最初の所属」は、以下を略して記載している。
- 2期生：BOYS AND MENの2期生（2期生候補生）
- 研究生：BOYS AND MEN研究生
- トウキョウ：BOYS AND MENトウキョウ
- 研トウキョウ：BOYS AND MEN研究生トウキョウ

この節の一覧における出典
- 名前、よみ、生年月日、出身地：[17]
- 現メンバーの現テーマカラー、血液型：[18]
- テーマフラワー、元メンバーのテーマカラー：[4]
- 人気投票順位：[19]

## 略歴

### 2013年 - 2014年
2013年6月、フォーチュンエンターテイメントは創立15周年の記念事業の一環として、BOYS AND MENの新プロジェクトとなる「BOYS AND MEN第2期生」を募るオーディションの開催を告知した。当時のBOYS AND MENはメディアへの露出も少なく、常設劇場「NDP STUDIO」での公演や小規模なライブ・イベント出演が活動の中心であり、活動拠点の名古屋および東海地方においても知名度を得ているとはいえない存在であった。メンバーがBOYS AND MENを知りオーディションを受けたきっかけは、「家族に教えられた」・「芸能界入りを目指すようになってBOYS AND MENを知った」・「街で（1期生から）チラシをもらった」といったものが多い。
9月1日、BOYS AND MENの派生ユニット・誠がそのPRキャラクターを務め、BOYS AND MENが無料ライブを催す場であった名古屋テレビ塔の塔下特設ステージにおいて、1回目の「BOYS AND MEN 第2期生公開オーディション」が開催された。ここで神田陸人・髙崎寿希也・松田拳士郎を含む9人がオーディションを通過し、2期生となった。BOYS AND MEN研究生の正式な結成日がいつであるかは明示されていないが、メンバーはこの日が「結成の日」や「始動の日」であると提示している。2期生9人は「研修生」という立場でBOYS AND MENの活動に参加することとなった。12月30日に2期生追加オーディションが開催され、北川せつら・野々田奏・松尾青龍を含む8人が2期生に加入した。2期生も初期の1期生と同様に早くからメンバーの脱退があり、流動的なメンバー構成になっていった。
2014年に入ると、2期生たちはまだ「2期生候補生」という立場であると明示され、この候補生の中から今後数回行われるファン投票と運営による判断の結果によって3月に正式メンバーが決定すると発表された。2期生となったメンバーは4月上演のBOYS AND MENの舞台『ホワイト☆タイツ』に出演した。その後、公開オーディションを通じて5月6日に寺坂頼我・五藤椎南、7月11日に中原聡太が加入した。2期生は夏頃にメンバーが後述する9人に固まり、公式サイト上で「研究生」となった。加入して間もない寺坂がセンターに就き、以後祭nine.結成まで寺坂がセンターをつとめた。
研究生がBOYS AND MENへ昇格・加入する可能性についてはずっと明らかにされないままでいたが、BOYS AND MENの新プロジェクト『劇団ボイメン「S」（後の「劇団ボイメン」）』が発足した際に、BOYS AND MENはメインメンバー11人（派生ユニット・YanKee5と誠のメンバー）とその他のメンバーとは活動がはっきり分けられることが明示された。そこでは研究生は劇団に合流する予定であると発表されたが、結果として合流はせず、研究生はオリジナルの楽曲「Boys Be Brave 〜1万回の勇気〜」を持ち、グループ単独でのイベント出演やメディア出演などの機会を増やしていった。10月5日にブログを開設。寺坂頼我・野々田奏・神田陸人・北川せつら・松田拳士郎・松尾青龍・髙崎寿希也・五藤椎南・中原聡太の9人体制で、BOYS AND MENから独立したグループとしてのスタイルが築かれた。この時期のリーダーは松田が務めた。11月3日に公開オーディションを通じて米谷恭輔・松尾崇生が加入した。公開オーディションの開催はこれが最後となった。

### 2015年 - 2016年
2015年2月28日、日本ガイシホールで開催されたBOYS AND MENの一万人ライブに出演。ここで新しい学ラン衣装が披露され、1期生と同じく学ラン姿を基本とする活動スタイルとなった。前年11月加入の米谷と松尾(崇)の2人はここで初お披露目となった一方、五藤と松田の2人はこのライブに出演しなかった。メンバーは五藤と松田の去就について明らかにしないながらも、この2人と米谷・松尾(崇)が入れ替わる形での新たな9人体制に変わったことを示唆した。松田の脱退から2016年9月までの間、リーダーは不在であった。
6月6日、寺坂頼我・野々田奏・北川せつら・神田陸人・中原聡太・松尾青龍・髙崎寿希也の7人による「Boys Be Brave 〜1万回の勇気〜」でCDデビュー。米谷はこれに不参加、松尾(崇)はこの時点で活動が見られなくなっている。公開オーディションではない形で加入した三隅一輝が、7月20日に初お披露目となった。同じく7月にはメンバーを固定しない派生ユニット「Babyz」が結成され、その名義でセカンド・シングルをリリースした。9月、誠に代わって、名古屋テレビ塔PRキャラクターに就任。1期生が行っていた名古屋テレビ塔下特設ステージでの無料ライブ開催も引き継ぐ形となった。米谷と三隅はこの年の末までライブにほとんど参加できない、公式ブログのエントリーもずっと設けられない、という表立った活動が制限されていた立場であった。
12月6日、同月27日開催のライブにおいて、学業のために2013年から長期休業中であった1期生初期メンバーの清水天規が新メンバーとして加入することが発表された。BOYS AND MEN研究生は寺坂頼我・野々田奏・北川せつら・神田陸人・中原聡太・髙崎寿希也・松尾青龍・米谷恭輔・三隅一輝・清水天規の10人体制となった。後述のトウキョウを除けば、清水が最後に加入したメンバーとなる。
2016年5月末頃に松岡拳紀介・横山統威・佐藤匠の3人が所属するBOYS AND MENトウキョウがBOYS AND MEN研究生トウキョウと改められ、3人が参加した4thシングル「Power Of Dream」は「BOYS AND MEN研究生&研究生トウキョウ」という名義でリリースされた。6月に浦上拓也が研究生トウキョウに加入、在籍メンバー全員が参加した5thシングル「バッシャーン!!!」は「&研究生トウキョウ」という表記がなくなり、BOYS AND MEN研究生は「名古屋の10人にトウキョウの4人を合わせた14人」という編成になった。夏にライブ・ツアー『夏ライブ 2016バッシャーン!!!』を開催し、その観客によって6thシングルの選抜メンバーを決める「BOYS AND MEN 研究生人気投票」を実施した。この夏に名古屋市港区のショッピングセンター・イオンモール名古屋みなと内に常設劇場「BM STUDIO」（ベイシティミュージックスタジオ）が設けられ、期間限定での定期公演を開催。9月に1期生と同じく名古屋市中村区のシネマコンプレックス・ミッドランドスクエアシネマ2でおこなう定期イベント『ボイメンワールド』を開始した。BM STUDIOは当初告知された限定期間を過ぎてからもBOYS AND MEN研究生および祭nine.の公演の場として使われた。
9月19日に人気投票の結果を発表。寺坂頼我が1位を獲得し（すべての結果は#メンバーの一欄を、「ドドンコ Don't worry」の選抜メンバーは該当記事を参照）、寺坂はリーダーに就任した。同月21日にBOYS AND MEN研究生の公式サイトが開設され、情報の発信が1期生のもとから独立した。ここに松尾(青)のプロフィールが掲載されなかったことで脱退が示唆され、BOYS AND MEN研究生は寺坂頼我・野々田奏・清水天規・中原聡太・神田陸人・北川せつら・髙崎寿希也・米谷恭輔・三隅一輝・松岡拳紀介・横山統威・佐藤匠・浦上拓也の13人体制となった。12月にテイチクエンタテインメントからリリースした初のメジャー流通シングル「ドドンコ Don't worry」は、オリコンデイリー1位、週間3位を記録した。
2016年に新メンバー追加オーディションがおこなわれ、これを通じてフォーチュンエンターテイメントに入所した者は「仮研究生」という立場になった。仮研究生たちが昇格することはなかったが、数名が後述するBOYS AND MEN研究生名古屋のメンバーとなっている。

### 2017年 - 2019年
2017年1月、BOYS AND MENの新プロジェクトとして、福岡と長野で新たに研究生を募集して派生ユニットを結成すること、それぞれの地方のテレビ局でそれを扱う番組を放送することが発表された。これが後の「ボイメンエリア研究生」となる。
2月19日に、センチュリーホールにおいて初のホール会場でのワンマン・ライブ『BOYS AND MEN 研究生ライブ 2017 羽ばたきの章』を開催。そこで、新たなユニットを結成し、選抜メンバーによってメジャーデビューすることが発表された。3月9日にその選抜ユニット・祭nine.が結成され、20日に公開となった。寺坂・野々田・清水・浦上・横山・神田・髙崎の7人が祭nine.のメンバーとなり、BOYS AND MEN研究生はここに選ばれなかった中原聡太・北川せつら・米谷恭輔・三隅一輝・松岡拳紀介・佐藤匠の6人体制となった。祭nine.の7人はデビュー・シングルの本格的なプロモーションが始まる前日にあたる5月9日をもってBOYS AND MEN研究生としての活動を終える。6人体制のBOYS AND MEN研究生残留組は、7thシングル「RUN&GUuuuuN!」リリース、単独ライブ開催、イベント・メディア出演などでグループ単体の活動を行い、次第に祭nine.と活動をともにすることは減っていった。
12月1日、テーマカラーと衣装を一新し、「新生BMK」をアピール。初期からの「さわやかな優等生」というイメージから、変形学ランを着崩す1期生に寄せたビジュアルイメージへとリニューアルした。ここでは北川以外の5名のテーマカラーが変わり、松岡と佐藤も個人のテーマカラーを得た。13人時代のセンターかつリーダーであった寺坂が祭nine.に移り、6人はリーダーも固定されたセンターもいないグループとして活動する。当面は正式なリーダーをもうけずに、米谷が「まとめ役」という形でその役割を担っていた。
2018年5月、BOYS AND MENエリア研究生の各エリアから選抜されたメンバー4人を含む10人で、「古い日記」をカバーした和田アキ子とのコラボレーションによる初のメジャーシングル「愛を頑張って」をリリース。この曲で全国区の音楽番組に出演する機会を得て、楽曲は第60回日本レコード大賞企画賞を受賞した。
2019年3月に、未配信であった過去の楽曲の音楽配信を開始した。3月から4月にかけて東名阪ライブ・ツアー『BMK GAKEPPUCHI TOUR 2019』、7月から8月にかけて『イバランツアー』を開催した。夏に放送されたメ〜テレのドラマ『名古屋行き最終列車2019〜夏〜内海で愛を叫ぼう』で、中原・松岡・三隅が主演を務めた。
同年9月1日、北川せつらが「自分のやりたい音楽をつくっていきたい」という理由により脱退することを発表。7日に開催されたソロ名義のライブイベント出演をもってグループを脱退し、事務所を退所した。北川の脱退は、BOYS AND MEN研究生が公式に脱退を発表して送別の場が設けられた初めてのケースである。9月8日よりBOYS AND MEN研究生は中原聡太・米谷恭輔・三隅一輝・松岡拳紀介・佐藤匠の5人体制となり、まとめ役であった米谷がリーダーに、佐藤が北川を継いで2代目ダンスリーダーに、それぞれ就任した。11月に5人体制での初のオリジナル楽曲「ラブエンX」を配信でリリースした。

### 2020年 - 2023年
2020年1月5日、初のアルバムとなる、過去の楽曲を5人体制バージョンに再録音したベスト・アルバム『BMK the BEST』をリリースした。2月11日、かつて13人時代に最初で最後のホール規模のワンマン・ライブをおこなったセンチュリーホールにおいて、単独公演『羽ばたきのSHOW』を開催。そのステージ上で、改名をして新しいグループ名で夏にメジャーデビューすることが発表されたが、
5月に「昨今の新型コロナウィルスの状況を受け、万全な態勢でのスタートダッシュを切れない」と判断したとして、メジャーデビューの延期を発表した。BOYS AND MEN研究生はライブ、ステージを中心に活動してきたが、「コロナ禍」の状況下でフォーチュンエンターテイメントは配信コンテンツに注力することになり、常設劇のBM THEATERは配信専用のスタジオにリニューアルされた。メジャーデビュー遅延の代替として、7月に「BOYS AND MEN『研究生』として最後のシングル」となる「BLAZING!!!!!」をリリースした。9月末日をもって5人はBOYS AND MEN研究生を卒業し、10月から新グループとして活動していくことを発表した。
9月の1か月間、卒業に向けたプロジェクトとして、配信ライブ開催のほかに「神社巡り」を行うなど、さまざまなイベントや企画を催した。30日、BM THETERからの配信ライブイベント『【其の十】BOYS AND MEN 研究生 卒業式』を開催。5人は「『研究生』を卒業」という形で、BOYS AND MEN研究生としての活動を終了した。10月1日、BOYS AND MENらとともにフォーチュンエンターテイメントのさまざまな発表を行った会見の場において、BOYS AND MEN研究生からBMKに改名したこと、年明けにビクターエンタテインメントからメジャーデビューすることを発表。グループ名「BMK」の意味も併せて説明された。
2021年1月13日、シングル『モンスターフライト』でメジャーデビュー。オリコン2位を記録した。6月から12月の間、東海テレビにおいて初の地上波での冠テレビ番組『BMKのでらヤバいい〜旅!』が放送された。
2023年7月2日、メジャーデビュー後初の単独ホール公演『BMK LIVE 2023～ATTENTION Please!!!!!～』を開催。

### 2024年 - 2025年
2024年1月22日、中原聡太が4月27日開催の卒業公演をもって、グループから卒業するとともに所属会社を退所することが発表された。
5人体制最後のシングルとして『FLY & GO NOW』を4月3日に配信。4月27日にビレッジホールで開催された卒業公演『BMK the LA5T LIVE〜オレらが一番燃えてるぜ!!!!!〜』を最終活動とし、同30日をもって中原聡太が卒業。
5月1日より米谷・三隅・松岡・佐藤の4人体制となり、6月に4人体制初の楽曲「Move!」をデジタル・シングルで発表。夏期に東名阪ツアー『BMKと夏休み みなさんのおかげサマsummerツアー!!!!』を開催。
9月2日、公式サイト上で解散を発表。解散は2025年1月31日で、その月に解散ライブを行うこと、4名全員がフォーチュンエンターテイメントを退社することも発表された。解散に至った経緯については以下のように言及された。

年齢を重ねていくなかで、各々に出来ることが増えて今後の人生に対する考えが色濃くなりました。新たな一歩を踏み出すタイミングは果たして今が最善なのか、グループを存続させる方法はないのかを4人で何度も話し合いを重ね、それぞれの想いを尊重した結果、このような報告となりました。
—米谷恭輔,BMK OFFICIAL SITE

この上で、「一人の人間として今後の人生に対しての前向きな決断です」「別々の道を歩むことにはなりますが、各々がそれぞれの場所で一人の人間として成長することができますよう精進してまいります」と述べられている。

## 作品

### シングル
|     | 発売日         | タイトル                      | 備考                                        | オリコン 最高位 | 初収録 アルバム |
| --- | -------------- | ----------------------------- | ------------------------------------------- | --------------- | --------------- |
| 1st | 2015年6月6日   | Boys Be Brave 〜1万回の勇気〜 |                                             | -               | -               |
| 2nd | 2015年7月20日  | SING-ALONG                    | 「Babyz with BOYS AND MEN研究生」名義       | -               | -               |
| 3rd | 2016年1月23日  | ボクたちのONE                 |                                             | -               | BMK the BEST    |
| 4th | 2016年6月9日   | Power Of Dream                | 「BOYS AND MEN研究生&研究生トウキョウ」名義 | -               | -               |
| 5th | 2016年7月23日  | バッシャーン!!!               |                                             | -               | BMK the BEST    |
| 6th | 2016年12月21日 | ドドンコ Don't worry          | 初のメジャー流通シングル                    | 3位             | -               |

|      | 発売日         | タイトル                | 備考                                   | オリコン 最高位 | 初収録 アルバム            |
| ---- | -------------- | ----------------------- | -------------------------------------- | --------------- | -------------------------- |
| 7th  | 2017年8月30日  | RUN&GUuuuuN!            | 6人体制最初のシングル                  | -               | Big Monster Kite（完全盤） |
| 8th  | 2017年12月9日  | ゴリゴリ☆サバンナロード |                                        | -               | BMK the BEST               |
| 9th  | 2018年5月23日  | 愛を頑張って            | 和田アキ子 with BOYS AND MEN 研究生    | 2位             | -                          |
| 10th | 2018年11月23日 | がけっぷち純情          |                                        | -               | BMK the BEST               |
| 11th | 2019年6月15日  | えいやッ喝采            |                                        | -               | BMK the BEST               |
| -    | 2019年11月13日 | ラブエンX               | 配信限定シングル 5人体制最初のシングル | -               | Big Monster Kite（完全盤） |
| 12th | 2020年7月22日  | BLAZING!!!!!            |                                        | -               | Big Monster Kite（完全盤） |

|     | 発売日         | タイトル                         | 備考                                             | オリコン 最高位 | 初収録 アルバム  |
| --- | -------------- | -------------------------------- | ------------------------------------------------ | --------------- | ---------------- |
| 1st | 2021年1月13日  | モンスターフライト               | メジャーデビューシングル                         | 2位             | the FIRST        |
| 2nd | 2021年10月13日 | Beat Monster                     |                                                  | 4位             | the FIRST        |
| 3rd | 2022年3月23日  | だって今日まで恋煩い             | 2022年9月度ゴールドディスク認定作品              | 2位             | the FIRST        |
| 3rd | 2022年9月21日  | だって今日まで恋煩い -シーズン2- | 2022年9月度ゴールドディスク認定作品              | 2位             | the FIRST        |
| -   | 2023年6月28日  | 恋華火                           | 配信シングル 4thシングル「NANAKORO!」のB盤に収録 | -               | Big Monster Kite |
| 4th | 2023年9月20日  | NANAKORO!                        | 振付はえりなっちが担当                           | 2位             | Big Monster Kite |
| -   | 2024年4月3日   | FLY & GO NOW                     | 配信シングル 5人体制最後のリリース               | -               | Big Monster Kite |
| -   | 2024年6月26日  | Move!                            | 配信シングル 4人体制最初のリリース               | -               | Big Monster Kite |
| -   | 2024年10月2日  | BIG MONSTER KITE                 | 配信シングル 同名アルバムのリード・トラック      | -               | Big Monster Kite |

レーベル
BOYS AND MEN研究生は以下の例を除き、すべてFortune Records。
- 6th『ドドンコ Don't worry』は、レーベルはFortune Records、販売はインペリアルレコード。
- 9th『愛を頑張って』は、ユニオンレコード。

BMKはビクターエンタテインメント。

### アルバム
| 発売日         | タイトル         | レーベル                   | 備考                            | オリコン 最高位 |
| -------------- | ---------------- | -------------------------- | ------------------------------- | --------------- |
| 2020年1月4日   | BMK the BEST     | Fortune Records            | 新録ベストアルバム              | -               |
| 2023年3月15日  | the FIRST        | ビクターエンタテインメント | WHITE盤とBLACK盤の2種形態で発売 | 6位             |
| 2024年12月18日 | Big Monster Kite | ビクターエンタテインメント | ベストアルバム                  | 8位             |

### 映像作品
- BOYS AND MEN研究生 夏フェス2016バッシャーン!!! LIVE DVD（2016年）
- BOYS AND MEN研究生 冬フェス2016-17 バナナはおやつに入りますか?ドドンコサミット LIVE DVD（2017年2月25日）
- BOYS AND MEN研究生ライブ 2017 羽ばたきの章（2017年5月3日）
- 男の修行 in グアム（2017年5月3日）
- 僕たちがBOYS AND MEN研究生ですっ!〜もちろん名古屋もでら盛り上げたい!〜（2017年10月15日）
- 僕たちが選んだ超過酷な修行 in ダナン（2018年10月1日）
- ドキッ!下剋上 男だらけの水泳大会 in ガイシアリーナ（2018年11月21日）
- GAKEPPUCHI TOUR 2019（2019年5月25日）
- ドキッ!下剋上 男だらけの水泳大会2019（2019年10月26日）
- 邁進この夜、イバランナー in Zepp Nagoya（2019年11月20日）
- ボイメン学園 文化祭（2020年4月10日）
- 羽ばたきのSHOW（2020年5月7日）
- BMK LIVE 2023～ATTENTION Please!!!!!～ (2024年3月27日)

### 参加作品
- フォーチュンオールスターズ「Power Of Dream」（2016年）[76]
- 高橋秀幸 with BOYS AND MEN研究生「ジャナイジャ」（2016年）[77]

### タイアップ
| 曲名                          | タイアップ                                                                         | 初収録作品                       |
| ----------------------------- | ---------------------------------------------------------------------------------- | -------------------------------- |
| ドドンコ Don't worry          | メ〜テレ・ダンスチャンネル『踊り!彩り!祭nine.』オープニングテーマ                  | シングル『ドドンコ Don't worry』 |
| 愛を頑張って                  | MBSテレビ『+ music』エンディングテーマ                                             | シングル『愛を頑張って』         |
| がけっぷち純情                | テレビ朝日『ワールドプロレスリング』ファイティングミュージック                     | シングル『がけっぷち純情』       |
| バリガチタッチダウン!!        | オリジナルアニメ『大須のぶーちゃん』エンディングテーマ                             | シングル『えいやッ喝采』         |
| モンスターフライト            | 日本テレビ『バズリズム02』オープニングテーマ                                       | シングル『モンスターフライト』   |
| ワイルドジャーニー            | 東海テレビ『BMKのでらヤバいい〜旅!』主題歌                                         | シングル『Beat Monster』         |
| RED ZONE                      | 中京テレビ『PS純金』エンディングテーマ                                             | シングル『Beat Monster』         |
| Beat Monster                  | テレビ朝日『お願い!ランキング』エンディングテーマ                                  | シングル『Beat Monster』         |
| HOME TOWN                     | オリジナルアニメ『大須のぶーちゃん』オープニングテーマ                             | シングル『Beat Monster』         |
| だって今日まで恋煩い          | テレビアニメ『デジモンゴーストゲーム』エンディングテーマ                           | シングル『だって今日まで恋煩い』 |
| Monster G                     | 中京テレビ『PS純金』エンディングテーマ                                             | シングル『だって今日まで恋煩い』 |
| TOP OF TOP                    | 中京テレビ『PS純金』エンディングテーマ 全日本タワー協議会 オフィシャルテーマソング | シングル『だって今日まで恋煩い』 |
| おばけ ばけばけ ばけがっちゃ! | テレビアニメ『おばけずかん!』主題歌                                                | アルバム『the FIRST』            |
| NANAKORO!                     | テレビ神奈川『関内デビル』エンディングテーマ                                       |                                  |

## 出演
個人記事のある者の単独出演については各記事を参照のこと。後述のBOYS AND MEN研究生トウキョウの出演もここで扱う。

### バラエティ・情報番組
- 忍者ボイメンくん（2015年7月 - 12月・2016年10月 - 2017年3月、東海テレビ）北川・寺坂・野々田
- ボイメンの愛知きしめん家族（2016年8月 - 9月・2017年8月 - 9月、テレビ愛知）寺坂・野々田 / 米谷・中原[86]
- Blue Hip〜ボイメン研究生!台湾でまさかの夢チョイス（2016年12月18日、メ〜テレ）清水・寺坂・野々田[87]
- BOYS AND MEN 研究生ライブ 2017 羽ばたきの章（2017年3月26日、テレ朝チャンネル1）[52]
- こちら!名古屋市ボイメン課（2017年4月 - 2018年3月、テレビ愛知）[88]
- ボイメン☆FUKUOKA（2017年5月 - 10月、RKB毎日放送）
- BOYS AND MEN研究生『男の修行 in グアム』CSテレ朝チャンネル版（2017年7月23日、テレ朝チャンネル1）[89]
- 北野誠、DAISのこれから…（2018年6月 - 9月、TOKYO MX）佐藤・松岡[90][91]
- 産直!ボイメン☆北海道 シーズン2（2018年10月 - 12月、北海道文化放送）佐藤（ナレーション）[92]
- BMKがゆく!放課後学ラン苦楽部（2019年6月 - 2023年4月、ティーズチャンネル）[93]
- 9 SOUL〜10年のキセキ〜（2020年4月 - 6月、TOKYO MX）[94]
- ハイスポ（2021年4月[95] - 、CNCi）
- BMKのでらヤバいい〜旅!（2021年6月 - 12月、東海テレビ）[79]
- 関内デビル 「BMKのビッグモンスターを探せ!」（2022年4月 - 2023年3月、テレビ神奈川）
- BMKとおどろう!ボイメン体操（2022年4月 - 2024年4月、CBCテレビ）

### テレビドラマ
- なぜ東堂院聖也16歳は彼女が出来ないのか?（2014年10月 - 12月、メ〜テレ）
- 黄金鯱伝説グランスピアー 新春スペシャル〜邪悪な剣ででらピンチ!〜（2015年1月、東海テレビ）神田・北川・寺坂・野々田[37]
- 白鳥麗子でございます! 第1話（2016年1月、地方局7局による共同制作）松岡・横山
- ボイメン新世紀 祭戦士ワッショイダー（2018年4月 - 6月、CBCテレビほか）中原
- トクサツガガガ（2019年1月 - 3月、NHK総合）中原：セロトルの声 役
- よろとく満タン!〜IDEX編〜（2019年8月、RKB毎日放送）米谷・佐藤[96]
- 名古屋行き最終列車2019〜夏〜内海で愛を叫ぼう（2019年8月、メ〜テレ）中原・松岡・三隅：主演
- 隕石家族 第2話（2020年4月、東海テレビ）三隅
- ほぼ日の怪談。（2020年9月、テレビ神奈川）佐藤・松岡

### ラジオ
- ナガオカ×スクランブル「ケンキュウ×スクランブル」（2015年6月、CBCラジオ）神田・北川・寺坂・中原・野々田
- フォーチュンラジオ（2015年8月 - 2025年1月、エフエム豊橋）[37]
- しんちゃんのギリギリトーク（2017年4月 - 2018年、エフエム愛知）[97]
- ボイメン☆KANSAI（2017年、ラジオ大阪）[98]
- BOYS AND MEN 栄第七学園男組（2017年 - 、CBCラジオ）米谷 ほか
- Music Spice!（2017年10月 - 2020年3月、エフエム富士）
- ワンチャンマイク（2018年10月 - 2019年3月、CBCラジオ）北川・米谷・中原
- OKB presents お祭り気分でBang! Bang! Radio（2019年2月 - 、エフエム岐阜）
- GAGA Friday（2019年4月 - 2020年3月、エフエム愛知）米谷[99]
- MIX YOUTH RADIO（2019年4月 - 、CBCラジオ）
- BeatAround834 サテライトFLASH（2019年10月 - 2020年・2022年 - 、メディアスエフエム）
- FRIDAY MAGIC（2020年4月 - 2022年3月、エフエム愛知）米谷[100]
- キャッチ!（2020年、エフエム滋賀）[101]
- BMKのただいま上昇中!（2021年1月 - 12月、ベイエフエム）[102]
- 怪物六面放送局（2022年4月 - 2023年3月、FMヨコハマ）
- BMKのボクたちもっと輝くねん!（2022年5月 - 6月、MBSラジオ）
- 米谷恭輔のこめのみ（2023年9月 - 、愛知北エフエム放送）米谷
- 三隅一輝の秘密基地ラジオ〜ワクワク☆カズキングダム〜（2023年11月 - 2025年1月、エフエム岐阜）三隅

### インターネット
- ニコラジ（2017年、ニコニコ生放送）佐藤・松岡[103]
- BMK研究所（2018年3月 - 5月、ニコニコ生放送）[104]
- 今日はボイボイDAY!!（2018年12月 - 2019年、SHOWROOM）
- NDP TV（2020年10月 - ）[105]
- おうち de BMK（2020年10月 - 2022年、中京テレビ）
- BMKのまだまだ研究せい!（2020年 - 2021年、LINE LIVE）

### 映画
- 復讐したい（2016年）北川・寺坂・中原・野々田
- 手をつないでかえろうよ〜シャングリラの向こうで〜（2016年）中原・松尾青・松岡[106]
- BOYS AND MEN 〜One For All, All For One〜（2016年）神田・北川・清水・寺坂・中原・野々田
- 瞬間の流レ星（2018年）北川

### 舞台
- ホワイト☆タイツ（2014年 - ）
- ミュージカル「夢は叶えるもの」（2015年）北川・寺坂[37]
- なごや万華鏡落語
  - 2016年：寺坂[107]
  - 2017年：北川・中原[108]
  - 2018年：北川・米谷・中原[109]
  - 2019年：中原[110]
- Love Revolution No.1（2017年）佐藤[111]
- ボイメンステージ 諦めが悪い男たち〜NEVER SAY NEVER〜（2020年）[112][113]
- Foodtruck FixYou〜full course〜（2021年）[114]
- ひょんひょん ひょんなことの『ひょん』って、何スカ?（2021年）佐藤[115]
- 30-DELUX NAGOYA アクションクラブ MIX『ナナシ2021』（2021年）松岡・三隅[116]
- 名古屋をどりNEO傾奇者（2023年・2024年）佐藤
- 30-DELUX×KoRocK『スペースウォーズ2023feat. BOYS AND MEN』（2023年）米谷・松岡・佐藤[117]
- 30-DELUX NAGOYA『シェイクス 2023』-TOKAI side-（2023年）三隅・佐藤[118]
- 30-DELUX NAGOYA『義経千本桜〜源平天外絵巻〜』（2023年）佐藤[119]
- 山将舞台企画『刃鋼 HAGANE』（2024年）佐藤[120]
- SHY BOYプロデュースVol.5『キャッシュ・オン・デリバリー』（2025年予定）佐藤[121]
- 『チョコレート・アンダーグラウンド』（2025年6月、東京・大阪・富山）佐藤[122]

### ミュージック・ビデオ
- BOYS AND MEN「BOYMEN NINJA」（2016年）
- 祭nine.「嗚呼、夢神輿」（2017年）
- BOYS AND MEN「頭の中のフィルム」（2019年）北川・佐藤・松岡[123]
- 藤田麻衣子「きみのあした」（2021年）[124]

## 書籍・連載
フォトブック
- 季刊 ボイメン祭（2020年 - 2021年、東京ニュース通信社）

写真集
- BOYS AND MEN 研究生 1st PHOTO BOOK（2016年9月9日、ぴあ）ISBN 978-4-83-563157-8

連載
- 中日スポーツ「Weeklyエンタメ『ボイメンと妄想デートしない?』」（2015年1月 - 4月、中日新聞社）[16]
- しゃちほこロック「BMK MEMORY」（2022年4月[125] - ）
- 月刊TVガイド「「手相鑑定士たくみんのハッピーになって手相!!」（2023年、東京ニュース通信社）佐藤

## その他の活動
- 名古屋テレビ塔 PRキャラクター（2015年 - 2018年）
- 24時間テレビ 「愛は地球を救う」 キャラバン隊（2016年）[126]
- 名古屋PARCO「義理チョコフェスタ」キャラクター（2017年）[127]
- 愛知県警察 広報大使（2019年 - 2022年）
- 「きみのあした♪プロジェクト」 応援大使（2020年[128] - 2022年）
- 全日本タワー協議会 アンバサダー（2022年、2023年）[83][129]

## BOYS AND MEN研究生トウキョウ
BOYS AND MEN研究生トウキョウ（ボーイズ・アンド・メンけんきゅうせいトウキョウ）は、2014年から2017年までの間に活動した、BOYS AND MEN研究生の東京版グループ。2014年12月にBOYS AND MENトウキョウとして結成され、2016年5月に「研究生」となってBOYS AND MEN研究生に含まれる編成となった。BOYS AND MEN研究生に完全に吸収される形で2017年12月に消失したが、それ以前の祭nine.結成発表の前日にあたる同年3月19日をもって「事実上解散した」と説明されている。
略称は「ボイメントウキョウ」・「研究生トウキョウ」など。BOYS AND MENの公式サイトなどでは、単に「トウキョウ」とされることが多い。基本スタイルはBOYS AND MEN研究生と同様に標準的な形の学生服で、ネクタイを着用している。グループ全体で白をテーマカラーとしているが、個々のテーマカラーおよびテーマフラワーは設定されていなかった。エリア研究生の東京版・ボイメン東京研究生（旧・BOYS AND MEN研究生東京）は別のグループである。
BOYS AND MENトウキョウはグループ単体でのリリース作品、出演作品を持たない。#作品、#出演、#書籍・連載については上記、研究生の各項目を参照。

### 略歴（トウキョウ）
このセクションでは、BOYS AND MEN研究生を「研究生」、もしくは「名古屋の研究生」と表す。
2014年夏、劇団ボイメンと同じくBOYS AND MENプロジェクト新規拡大のひとつとして結成が発表された。同年の冬にオーディションが行われて、大平勇輝、川﨑翔太、木村拓海、モデルの松本旭平、松岡拳紀介、子役出身の横山統威、の芸能活動経験者を含む6人編成のBOYS AND MENトウキョウとして結成された。トウキョウはグループの結成日や結成時メンバーの加入日、およびその後の追加メンバーの加入日などを明らかにしていなかった。結成時から活動を追い、名古屋の研究生との合同ライブを主催した『東海ウォーカー』（KADOKAWA）は「2015年1月に結成」と説明していたが、松岡と横山はその前の2014年（2人はともに12月にオーディションを通過）に結成されたと述べている。トウキョウは、ほぼ全員が中高生であった名古屋の研究生よりも年齢層が高めのメンバーで構成されていた。2015年2月、1期生の日本ガイシホール一万人ライブで初披露となる。ここでは横山に最も多く出演の場が与えられた。大平がリーダーを務め、その脱退後は新たなリーダーを設けていない。
5月12日にオフィシャルブログを開設。5月と6月にJOL原宿でグループ単独でのミニライブを開催した。名古屋の研究生と活動をともにすることが多く、既に1期生よりは研究生の東京版というスタンスになっていた。7月20日にZepp Nagoyaで名古屋の研究生との合同ライブ『ボイメン研究生vsトウキョウ』が行われ、そのライブ後から大平・川﨑・木村・松本の活動はなくなり、脱退したことが示唆された（初期の1期生や研究生と同様に、メンバーの脱退に関する公式なアナウンスはない）。残ったメンバーはともに最年少（当時中学生）の松岡と横山の2人だけとなり、トウキョウはその後、単独でのライブやイベントが行われず、人前に立つ機会が無い、レッスンに専念するのみの状況が半年以上続いた。
2016年3月、佐藤匠が加入してトウキョウは3人体制となった。6月リリースの研究生の4thシングル「Power Of Dream」に松岡・横山が参加し、「ボイメン研究生&研究生トウキョウ」という形でCDデビュー。このリリースの時期に「BOYS AND MEN研究生トウキョウ」と改められ、名古屋の研究生に合流。以降、実質同じグループのメンバーとして活動する。同時期に浦上拓也が「研究生トウキョウ（仮）」として加入し、4人体制になる。7月リリースの研究生の5thシングル「バッシャーン!!!」に4名全員が参加。9月、松岡が研究生の6thシングル「ドドンコDon't worry」の選抜メンバーに選ばれた。この時期より渋谷マルイにおいて不定期のイベントを開催するようになる。浦上の加入後も、京都在住の高校生であった浦上はトウキョウでの活動に参加できる機会が少なく、浦上以外の3名での活動が主であった。2016年には名古屋の研究生と同じく研究生トウキョウも新メンバー追加オーディションがおこなわれた。ここで選ばれた中の数名はエリア研究生・BOYS AND MEN研究生東京のメンバーになり、浦上が最後のBOYS AND MEN研究生/研究生トウキョウへの加入となった。
2017年3月20日に祭nine.が結成され、横山と浦上がそのメンバーとなる。その前日の19日に4人での最後のイベントを開催して、これをもって「事実上解散」となった。松岡と佐藤は引き続き研究生として活動する。12月1日、研究生の「新生」に伴い、2人はトウキョウのブログ更新を終了し、研究生のブログに移行した。以後も松岡と佐藤の2人で活動をする機会も得ているが、ここで2人が「BOYS AND MEN研究生トウキョウ」を名乗ることも、そして運営サイドがこのグループ名を用いることも完全に無くなった。「東京を拠点に活動するBOYS AND MENの弟分グループ」というスタンスは、エリア研究生の東京版・ボイメン東京研究生に引き継がれる。

### メンバー（トウキョウ）
プロフィールは上記#メンバーを参照。
- 松岡拳紀介
- 佐藤匠

### 元メンバー（トウキョウ）
BOYS AND MENトウキョウのメンバー
- 大平勇輝（元リーダー）
- 川﨑翔太 - 元ジャニーズJr.。
- 木村拓海
- 松本旭平

祭nine.所属となったメンバー
- 横山統威
- 浦上拓也